# Diana Kleiner
Diana Elizabeth Edelman Kleiner (Nova York, 18 de setembro de 1947 - 12 de novembro de 2023) foi uma historiadora de arte e educadora norte-americana. Estudiosa da arte e arquitetura da Roma Antiga, Kleiner é o Dunham Professora de História da Arte Emérita da Universidade de Yale.

## Publicações selecionadas
- Roman Imperial Funerary Altars with Portraits, 1987 ISBN 9788876890796
- Cleopatra and Rome, 2005 ISBN 9780674032361
- Roman Architecture: A Visual Guide, 2014 ISBN 9780300208016